# Overgangsmetaal
Een overgangsmetaal of transitiemetaal is een van de achtendertig elementen uit het d-blok van het periodiek systeem der elementen. 
Het d-blok is een verzamelnaam voor die elementen die in hun elektronische grondtoestand een gedeeltelijk gevulde d-subschil hebben (gevuld met een tot negen elektronen) en de groep waartoe het element zink behoort, waarin de d-subschil geheel gevuld is. Het zijn de kolommen 3 tot en met 12 van het periodiek systeem. 
Men onderscheidt
- de tien 3d-overgangsmetalen van scandium tot zink
- de tien 4d-overgangsmetalen van yttrium tot cadmium
- de negen 5d-overgangsmetalen van hafnium tot kwik
- de negen 6d-overgangsmetalen van rutherfordium tot copernicium

In de hedendaagse hoogtechnologische maatschappij neemt het belang van deze overgangsmetalen almaar toe. Sommige van deze metalen zijn slechts in beperkte gebieden te ontginnen. De meeste overgangsmetalen zijn geschikt voor het vormen van coördinatieverbindingen, doordat ze beschikken over vrije atoomorbitalen. Zij worden ook veelvuldig als katalysator ingezet in organische syntheses, zoals palladium bij koppelingsreacties zoals de Heck-reactie, de Sonogashira-koppeling, de Stille-reactie en de Suzuki-reactie.
|             | 1           |             |                   |                   |                   |                   |                   |                   |                   |                   |                   |                   |    |    |    |    |    | 18 |
| 1           | H           | 2           | Periodiek systeem | Periodiek systeem | Periodiek systeem | Periodiek systeem | Periodiek systeem | Periodiek systeem | Periodiek systeem | Periodiek systeem | Periodiek systeem | Periodiek systeem | 13 | 14 | 15 | 16 | 17 | He |
| 2           | Li          | Be          |                   |                   |                   |                   |                   |                   |                   |                   |                   |                   | B  | C  | N  | O  | F  | Ne |
| 3           | Na          | Mg          | 3                 | 4                 | 5                 | 6                 | 7                 | 8                 | 9                 | 10                | 11                | 12                | Al | Si | P  | S  | Cl | Ar |
| 4           | K           | Ca          | Sc                | Ti                | V                 | Cr                | Mn                | Fe                | Co                | Ni                | Cu                | Zn                | Ga | Ge | As | Se | Br | Kr |
| 5           | Rb          | Sr          | Y                 | Zr                | Nb                | Mo                | Tc                | Ru                | Rh                | Pd                | Ag                | Cd                | In | Sn | Sb | Te | I  | Xe |
| 6           | Cs          | Ba          | ↓                 | Hf                | Ta                | W                 | Re                | Os                | Ir                | Pt                | Au                | Hg                | Tl | Pb | Bi | Po | At | Rn |
| 7           | Fr          | Ra          | ↓↓                | Rf                | Db                | Sg                | Bh                | Hs                | Mt                | Ds                | Rg                | Cn                | Nh | Fl | Mc | Lv | Ts | Og |
|             |             |             |                   |                   |                   |                   |                   |                   |                   |                   |                   |                   |    |    |    |    |    |    |
| Lanthaniden | Lanthaniden | Lanthaniden | La                | Ce                | Pr                | Nd                | Pm                | Sm                | Eu                | Gd                | Tb                | Dy                | Ho | Er | Tm | Yb | Lu |    |
| Actiniden   | Actiniden   | Actiniden   | Ac                | Th                | Pa                | U                 | Np                | Pu                | Am                | Cm                | Bk                | Cf                | Es | Fm | Md | No | Lr |    |

De elementen in de kolommen 3 tot 12 met een aqua-kleurige achtergrond zijn de overgangsmetalen.